# Schwarzer Berg (Stade)
Schwarzer Berg bezeichnet einen Geestrücken im Stadtgebiet von Stade. Bereits 1519 wurde die Anhöhe als swarten howede erstmals erwähnt. 1598 wurde sie schon als Schwartzen Berg bezeichnet. 
Funde aus der mittleren Steinzeit und dem 4. Jahrhundert zeigen, dass der Schwarze Berg schon früh besiedelt wurde. 
1735 verhandelte die Regierung über den Kauf der zum Steffenschen Hof gehörenden Quellteiche am Schwarzen Berg. Von dort wurde eine Wasserleitung entlang der Alten Landstraße, über Schiffertor und Wall zum Sande geführt.
Die ländliche Siedlung unterhalb des Hügels stand zusammen mit der Schiffertorsvorstadt unter der Gerichtshoheit von Stade. Sie wurde 1848/52 eingemeindet.
1943/44 wurde der südliche Hang des Schwarzen Bergs für den Bau des Bunkers Sokrates abgetragen. Der Bunker wurde 1948 gesprengt und bis 1957 abgetragen.
1967 wurde auf dem Schwarzen Berge das Elbe-Klinikum Stade eröffnet.